# デリック・ジョンソン
デリック・ジョンソン（Derrick "DJ" Johnson 1982年11月22日- ）はテキサス州ウェーコ出身の元アメリカンフットボール選手。現役時代のポジションはラインバッカー。兄のドワイト・ジョンソンはNFLでプレーしたことがあるディフェンシブエンド。

## 経歴

### プロ入り前
高校時代には170タックル（103タックル）、6.0サック、5ファンブルフォース、2インターセプト（1回はリターンタッチダウンをあげた。）の成績を残した。ある試合では30タックル、4ファンブルフォースを記録した。2000年にセドリック・グリフィンやジョナサン・スコットらと共にUSアーミー・オールアメリカンボウルに出場している。
その後、テキサス大学に進学した彼は4年次にディック・バトカス賞、ブロンコ・ナグルスキー賞、ジャック・ランバート賞を受賞、チームは10勝1敗の成績を残し2005年1月1日のローズボウルではミシガン大学を破った。

### カンザスシティ・チーフス
2005年のNFLドラフト1巡目でカンザスシティ・チーフスに指名された。1ヶ月ほどホールドアウトした後、彼はチーフスと5年間1,040万ドルの契約を結んだ。この年全16試合全てで先発出場を果たしたがこれはチーフスの新人ラインバッカーとしては20年ぶりのことであった。そして彼はマック・リー・ヒル賞（その年最も活躍したチーフスの新人に送られる賞）を受賞した。
2009年シーズン途中に足首の負傷でデモリオ・ウィリアムズに先発の座を奪われたが、2010年シーズン、先発に復帰し好スタートを切ったチーフス守備陣の中で多くのタックルをマークしている。11月、5年間で3400万ドル（1500万ドルの保証を含む）の契約延長を果たした。
2010年1月3日のデンバー・ブロンコス戦で相手QBカイル・オートンのパスを2回インターセプトし、いずれもリターンタッチダウンをあげた。ラインバッカーの選手が1試合で2インターセプトリターンタッチダウンをあげたのは1970年にNFLがAFLと統合して以来ケン・ノートン・ジュニアに続いて史上2人目のことであった。
2010年、第15週のセントルイス・ラムズ戦では13タックルをあげて勝利に貢献、AFCの週間MVP守備部門に選ばれた。
2011年のサンディエゴ・チャージャーズ戦では13タックル、1サック、1インターセプトをあげる活躍でオーバータイムでの勝利に貢献、4度目の週間MVPに選ばれた。この年初めてプロボウルに選出された。プロボウルではエリック・ウェドルからのラテラルパスを受けてタッチダウンをあげた。
2013年もプロボウルに選ばれ、9タックル、1ファンブルフォースをあげて、守備MVPに選ばれた。
2014年、シーズン開幕の先発インサイドラインバッカーに選ばれた。シーズン開幕戦のテネシー・タイタンズ戦では3Qで退くまでに4タックルをあげたが、この試合でアキレス腱を断裂し、シーズン絶望となってしまった 。2014年9月9日、チーフスはジョンソンを故障者リスト に送った。 。
2015年も、シーズン開幕メンバーのインサイドラインバッカーになる 。この年はシーズン全試合に先発出場し、116タックル、4サック 、2ファンブルフォース2インターセプトの成績を残した
この年のチーフスは地区2位となり、ワイルドカードを獲得した。 2016年の1月9日のヒューストン・テキサンズとのワイルドカードゲームでは、6回のタックルを記録し、チームも30-0で勝利した が、翌週のニューイングランド・ペイトリオッツ戦は27-20で敗れた 。
1月25日、 第50回スーパーボウルに出場するカロライナ・パンサーズのルーク・キークリーに代わり、プロボウルに選出された 。
2016年3月9日、チーフスと3年契約を結びチームに残留した。
9月18日の ヒューストン・テキサンズ戦では11タックルを記録すると、翌週のニューヨーク・ジェッツ戦では10タックル、インターセプトリターンタッチダウンを記録し、チームの勝利に貢献した。 この年は13試合に先発出場し、90 タックルを記録した。
2017年、15試合に先発出場し、71タックルを記録し、 この年のチーフスの地区優勝に貢献した。2018年1月6日のテネシー・タイタンズとのワイルドカードゲームでは、8タックルを記録し、タイタンズのQB マーカス・マリオタにサックを浴びせるなど活躍を見せるも、チームは21–22で敗れた。
2018年3月14日にフリーエージェントとなった。

### オークランド・レイダース
2018年5月4日、オークランド・レイダースと1年契約を結んだ 。しかし、同年の10月16日にレイダースからリリースされた。

### 現役引退
2019年5月8日、 チーフスと1日契約を結び、現役を引退した。

## 人物
チーフスに入団した選手としてはデリック・トーマス、パーシー・スノーに続いて3人目のディック・バトカス賞受賞者（その年カレッジフットボールで最も活躍したラインバッカー）である。